# Egholm
Egholm is een eiland in het Limfjord, in het noorden van Denemarken, met 41 inwoners in 2015. Vanuit de stad Aalborg kan met een veerboot naar Egholm worden gevaren, een tocht die vijf minuten duurt.

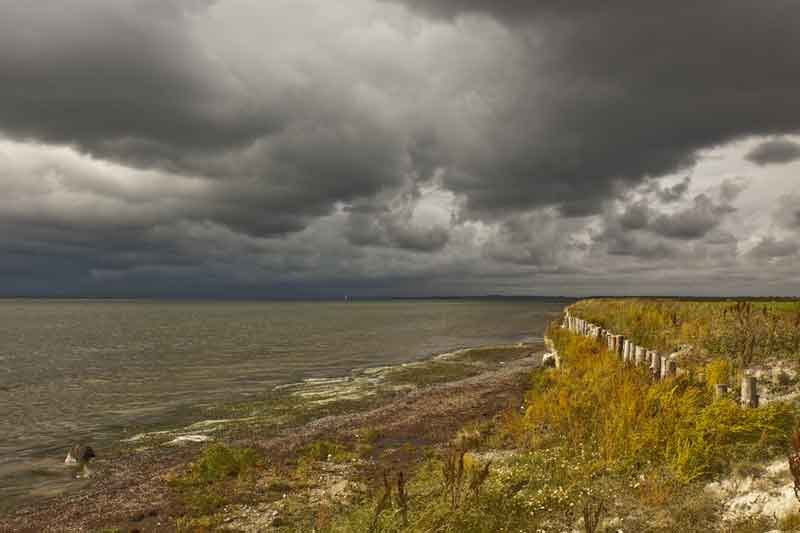
Natuur op Egholm

Begin augustus vindt jaarlijks een muziekfestival plaats op het eiland.